# Jean-Baptiste Juvénal Corbineau
Pour les articles homonymes, voir Corbineau.
Jean-Baptiste Juvénal Corbineau, né le 1er août 1776 à Marchiennes dans le Nord et mort le 17 décembre 1848 à Paris, est un général français de la Révolution et de l'Empire, comte de l'Empire, grand-croix de la Légion d'honneur et pair de France.

## Biographie
Sa famille est originaire de Saintonge. Son père, Jean-Charles Corbineau, né à Saint-Jean-d'Angély (Charente-Maritime), sera nommé inspecteur général des haras du Maine et de l'Anjou, puis, en 1776, Grand bailli de Marchiennes (Nord) où il viendra s'installer avec toute sa famille. Sa mère est Marie Louise Madeleine Varlet.
C'est là que Jean-Baptiste Juvénal naît, frère cadet du général Constant Corbineau et frère aîné du baron Hercule Corbineau.
Très tôt, il est destiné à la carrière militaire par son père ; à peine âgé de 16 ans, il s'engagea dans l'armée et fut bientôt nommé sous-lieutenant au régiment de Berry cavalerie,, en octobre 1792. Passé au 5e régiment de hussards en 1793, lieutenant-adjudant-major au 5e régiment de chasseurs à cheval en 1801, sous les ordres de son frère Claude-Constant. Il prit part à toutes les campagnes de la République et de l'Empire. Son frère, Constant Corbineau, aide de camp de l'Empereur, fut emporté par un boulet à Eylau.
Lors de la formation de la Garde impériale, Jean-Baptiste fut nommé capitaine des chasseurs et, à Eylau-même, reçu le grade de chef d'escadron. Il fut appelé au commandement du 20e dragons avec lequel il passa en Espagne et se distingua en diverses occasions, notamment sous les murs de Burgos.
Le 26 octobre 1808 il épouse Agathe Rose Delphine Saulot.

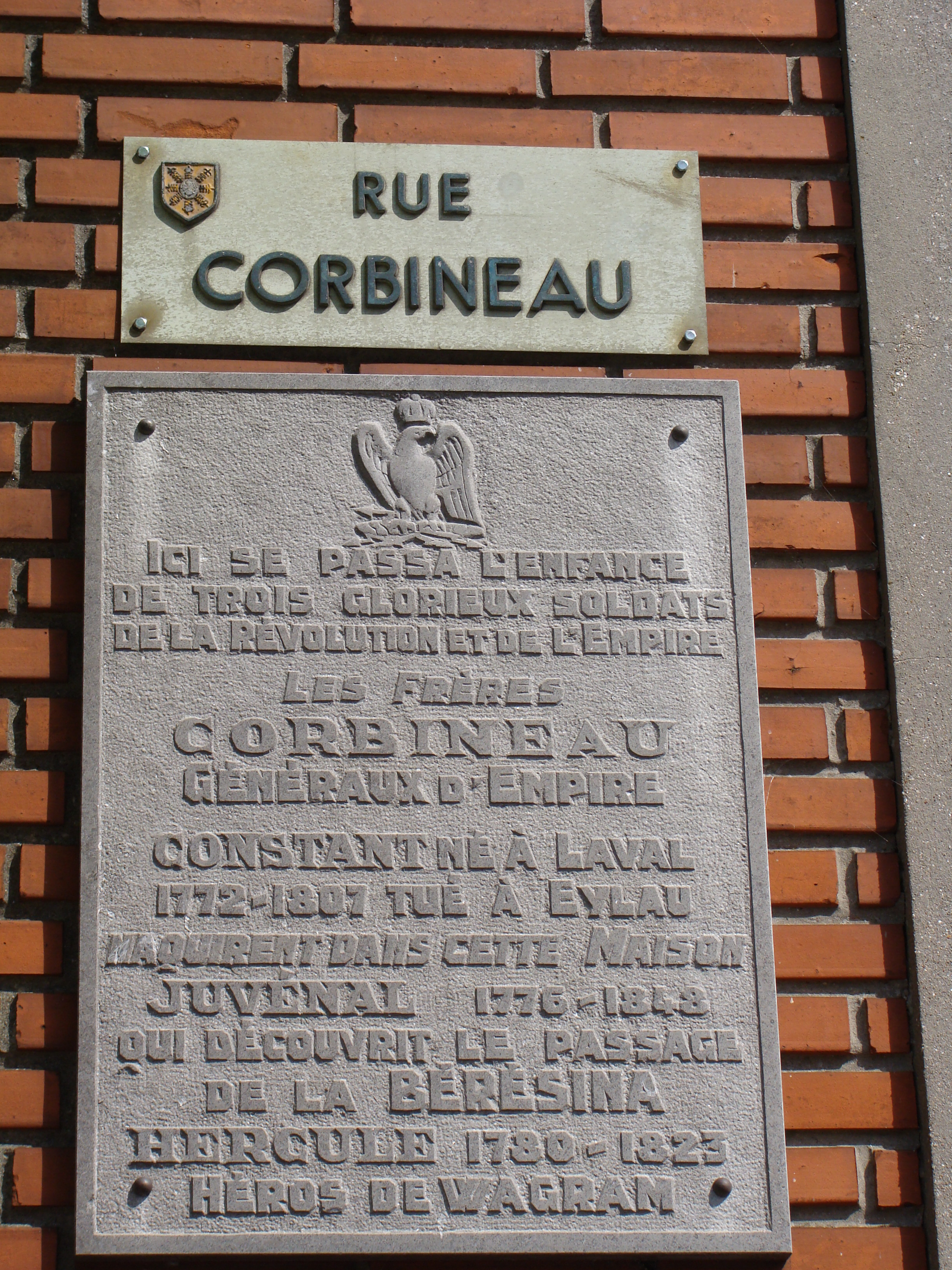
Plaque commémorative aux trois frères Corbineau à Marchiennes.

Il se distingua à la bataille d'Ocaña en 1809 et s'empara de Grenade, dont il fut nommé gouverneur en 1810. En 1809, il était à la bataille de Wagram et y fut blessé. Il commanda la 6e brigade de cavalerie à la campagne de Russie en 1812, se trouva un moment coupé du reste de l'armée et ne dut son salut qu'à l'habileté de ses manœuvres, ou, selon quelques-uns, aux secours qu'il reçut du général bavarois Carl Philipp von Wrede. C'est dans cette circonstance que le général Corbineau découvrit un point guéable de la Bérésina, qu'il dut indiquer plus tard à Napoléon Ier. Il sauva la Grande Armée au passage de la Bérésina en découvrant ce gué.
L'Empereur l'en récompensa en l'attachant à sa personne en qualité d'aide de camp ; toutefois il conserva le commandement de sa brigade de cavalerie légère qui fit des prodiges à Kulm, le 30 août 1813. Sa conduite, en cette circonstance, lui valut le grade de général de division. Il remplaça dans son commandement Dominique-Joseph René Vandamme fait prisonnier à Kulm, et assura la retraite de l'armée en enfonçant le corps du général Kleist.

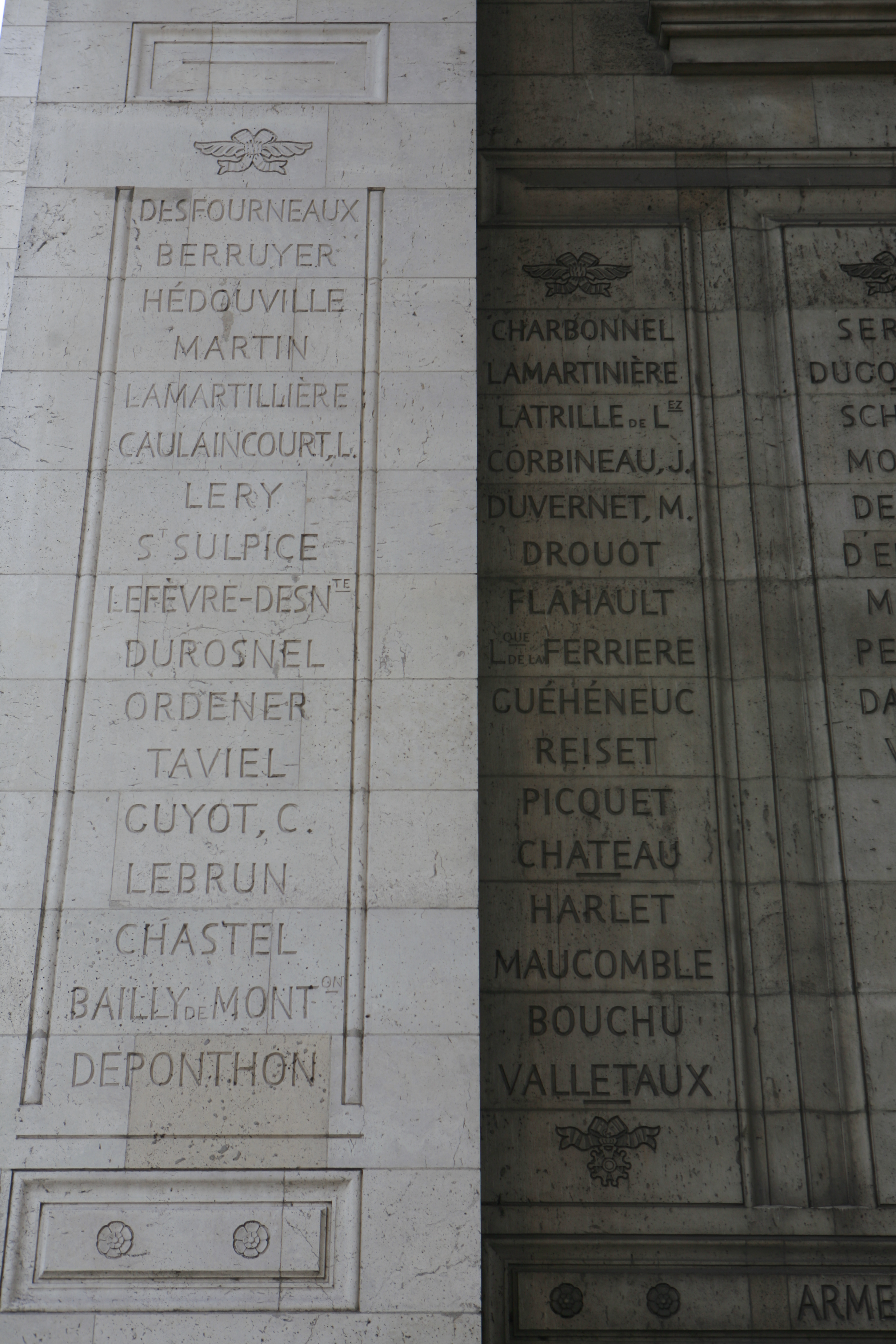
Noms gravés sous l'arc de triomphe de l'Étoile : pilier Ouest, 31e et.

Le 13 novembre 1813, un décret de l'Empereur, daté d'Erfurt, nomme le général Corbineau comte de l'Empire avec une dotation de 10 000 francs de rente en Westphalie et 4 000 francs de rente en Belgique. Pendant la campagne de 1814, Corbineau fut avec le général Gaspard Gourgaud l'un des aides de camp qui sauvèrent la vie à l'Empereur surpris, le 29 janvier, par une nuée de cosaques, entre Brienne et Maizières-lès-Brienne.
Le 30 mars, il reprit Reims occupée par l'armée russe avec deux divisions de cavalerie seulement et huit pièces de canon ; nommé gouverneur de la place, il la défendit le 8 et le 9 contre les attaques réitérées du général russe de Saint-Priest. Il n'avait avec lui que 200 hommes de garnison et la garde nationale qui combattit avec beaucoup de courage ; cette défense sauva momentanément l'armée et valut à Corbineau d'être promu grand officier de la Légion d'honneur le 23 mars 1814. Il réussit, en défendant cette ville ouverte, à retarder la marche de l'ennemi.
Il était présent le 20 avril 1814 lors des adieux de Fontainebleau. Il est ainsi représenté (de profil, troisième personnage à gauche de l'Empereur) sur le tableau de cet évènement par Horace Vernet. 
Louis XVIII nomma Corbineau chevalier de Saint-Louis le 19 juillet 1814. Pendant les Cent-Jours, il reprit son service d'aide de camp de Napoléon et en reçut une mission spéciale à Lyon, dont il s'acquitta avec le plus grand zèle, mais en militaire plus qu'en diplomate. Le général Corbineau était à la bataille de Waterloo aux côtés de l'Empereur au moment où ce dernier fut contraint de se jeter, ainsi que Ney, Soult et plusieurs généraux, dans le carré qu'il commandait. 

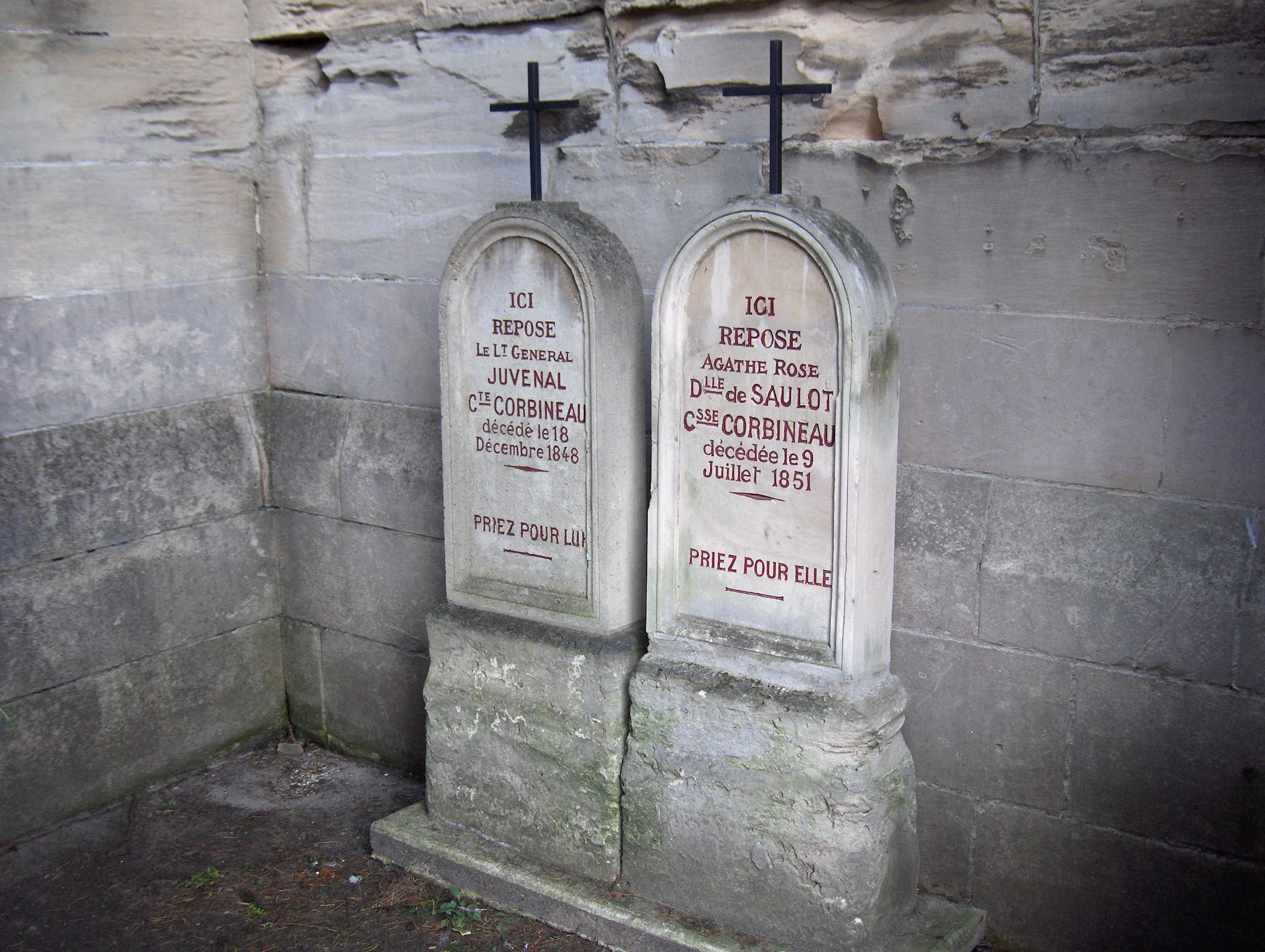
Stèles funéraires du général et de son épouse à Champagne-sur-Oise.

Corbineau, n'ayant pu suivre Napoléon dans son lointain exil, fut de nouveau rendu à la vie civile pour le second retour des Bourbons jusqu'en 1830 et mis à la retraite à cette époque, avec défense de porter l'uniforme. La révolution de 1830 le releva de cet interdit ; il fut chargé de la 16e division militaire à Lille et plus tard créé pair de France le 12 septembre 1835, puis élevé grand-croix de la Légion d'honneur le 5 mai 1838. C'est lui qui, le 6 août 1840, fit arrêter à Boulogne le prince Louis-Napoléon Bonaparte.
Mort à Paris en 1848, il avait à l'armée deux frères, Constant, mort à Eylau, et Hercule, distingués comme lui par leur bravoure, ce qui les avait fait surnommer les Trois Horaces. Napoléon Ier donna pour armes à la famille Trois bras. Fernand de Wissocq, arrière-neveu du général Corbineau, a publié leur vie : Trois soldats, Constant, Juvénal et Hercule Corbineau (Paris, imprimerie des Orphelins-Apprentis d'Auteuil, 1904, in-8°, 62 p.). Son nom est gravé sur la 32e colonne de l'Arc de triomphe, côté Ouest. L'enceinte militaire de Douai actuellement occupée par le 41eRT du COMSIC porte le nom de "Quartier Corbineau".

## Armoiries
| Figure | Blasonnement |
|        | Armes du baron Corbineau et de l'Empire (décret du 19 mars 1808, lettres patentes du 10 septembre 1808 (Palais de Saint-Cloud)). Coupé ; le premier parti d'azur au lion rampant d'argent armé d'une épée de même, et de gueules au signe des barons militaires, le deuxième d'or aux trois bras de carnation étendus en forme de prestation de serment., Armes parlantes (Les armoiries de Juvénal Corbineau font référence au surnom que lui et ses frères avait reçu de Napoléon Ier (« les Trois Horaces ») ainsi qu'au tableau de Jacques-Louis David, Le Serment des Horaces.). Livrées : bleu, blanc, rouge, noir. |
|        | Armes du comte Corbineau, pair de France (12 septembre 1835), grand-croix de la Légion d'honneur (5 mai 1838). Coupé : le premier d'azur au lion rampant d'argent armé d'une épée de même, le deuxième d'or aux trois bras de carnation étendus en forme de prestation de serment. |